# Gabriel Wüthrich
Gabriel Wüthrich (28 agosto 1981) è un allenatore di calcio ed ex calciatore svizzero,di ruolo portiere, attuale preparatore dei portieri del Basilea.

## Palmarès

### Club

#### Competizioni nazionali
- Coppa del Liechtenstein: 2

Vaduz: 2006-2007, Liechtensteiner-Cup 2007-2008
- Challenge League: 1

Vaduz: 2007-2008